# De jaren (roman)
De jaren  (oorspronkelijke Franse titel: Les années) is een roman van de Franse schrijfster en Nobelprijswinnares Annie Ernaux uit 2008. Het boek verscheen in 2020 in het Nederlands. Het werk is omschreven als Ernauxs magnum opus.

## Inhoud

### Titel
De titel refereert aan de levensjaren van de hoofdpersoon tot enkele jaren voor het verschijnen van het boek, van 1941 tot circa 2006. Uit 1941 dateert de babyfoto van de toen eenjarige hoofdpersoon. In 2006 was ze bezig met het schrijven van een boek met herinneringen die ze wilde vasthouden. Ze was toen 66 jaar oud.

### Opbouw
De roman telt 229 pagina's en kent geen formele indeling in hoofdstukken.
Het eigenlijke verhaal wordt voorafgegaan door twee citaten, van José Ortega y Gasset en Anton Tsjechov. Daarna volgt de openingszin: "Alle beelden zullen verdwijnen", waarna op de volgende negen pagina's een opsomming wordt gegeven van grote en kleine gebeurtenissen of herinneringen die zullen verdwijnen. Na een witpagina volgt de rest van het boek, beginnend met een beschrijving van de babyfoto van de hoofdpersoon. De enige geleding in dit deel wordt verkregen door het incidentele gebruik van een witregel, soms twee, drie of vier. Het boek eindigt met een opsomming van dingen die de hoofdpersoon door het schrijven van een boek wil redden. De laatste zin luidt: "Iets redden van de tijd waar we nooit meer zullen zijn."

### Verhaallijn
De Jaren bevat een chronologische beschrijving van de jaren waarin de hoofdpersoon leefde, zoals zij zich die herinnert, vanaf haar kindertijd en jeugd in een eenvoudig middenstandsmilieu in Normandië, via haar studie Franse literatuur en haar loopbaan als docent op een lyceum, tot aan haar pensionering. In die tijd trouwt ze, krijgt ze twee zonen, verhuist naar de Parijse voorstad Cergy, en scheidt uiteindelijk van haar man. Een illegale abortus in haar late tienerjaren wordt nauwelijks aangestipt. Tussendoor horen we over de grote gebeurtenissen, waar ze soms wel, meestal niet of nauwelijks bij betrokken is: de oorlog in Algerije (1954-1962), Sartre en De Beauvoir, Piafs Les Amants d'un Jour (1956), fondue bourguignonne, Agnès Varda's Le Bonheur (1965), de Parijse studentenrevolte van mei 1968, het pro-abortusmanifest van de 343 "sletten" (1971), de nucleaire dreiging, de technologische vooruitgang, de explosieve groei van het consumentisme, de werkloosheid, de immigratie, de millenniumbug en nine eleven.
Haar herinneringen zijn in haar geheugen gegrift, deels ook vastgelegd in foto's en video's, en in duizenden notities die ze in de loop der jaren heeft gemaakt. Geschreven als een memoires, wordt een al te retrospectieve benadering vermeden. De roman brengt op een onnadrukkelijk manier zestig jaar gedeelde geschiedenis in beeld door het, soms heel terloops, in herinnering brengen van grote en kleine gebeurtenissen uit deze periode, zoals de hoofdpersoon die in haar familiekring of in haar eentje heeft beleefd of van op afstand, al dan niet met interesse, heeft gevolgd. Haar persoonlijke verhaal wordt zo een collectieve geschiedenis.

### Vorm, stijl, perspectief
Ernaux ontwierp een mengvorm van autobiografie, sociologie en geschiedenis, waarin het persoonlijk voornaamwoord 'ik' niet één keer gebruikt wordt. Meestal wordt de hoofdpersoon aangeduid met het onpersoonlijke 'zij' of wordt gebruik gemaakt van het algemenere 'wij'. Het boek is geschreven als een hybride memoires of een collectieve autobiografie van de afgelopen zestig jaar. Annie Ernaux vernieuwde daarmee het genre van de autobiografie, dat zij zelf omschrijft als sociologische autobiografie.

## Publicatie
Les Années verscheen in Frankrijk op 7 februari 2008 bij de Parijse uitgever Gallimard in de Collection Blanche.
De Nederlandse vertaling door Rokus Hofstede, mogelijk gemaakt door een projectbeurs van Literatuur Vlaanderen, verscheen op 6 november 2020 bij De Arbeiderspers als paperback en E-book. In 2022 verscheen het als luisterboek. De roman stond eind 2020 zes weken in de Nederlandse Bestseller 60 met als hoogste positie nr. 23. In 2024 verscheen de zeventiende druk.

### Uitgaven (selectie)

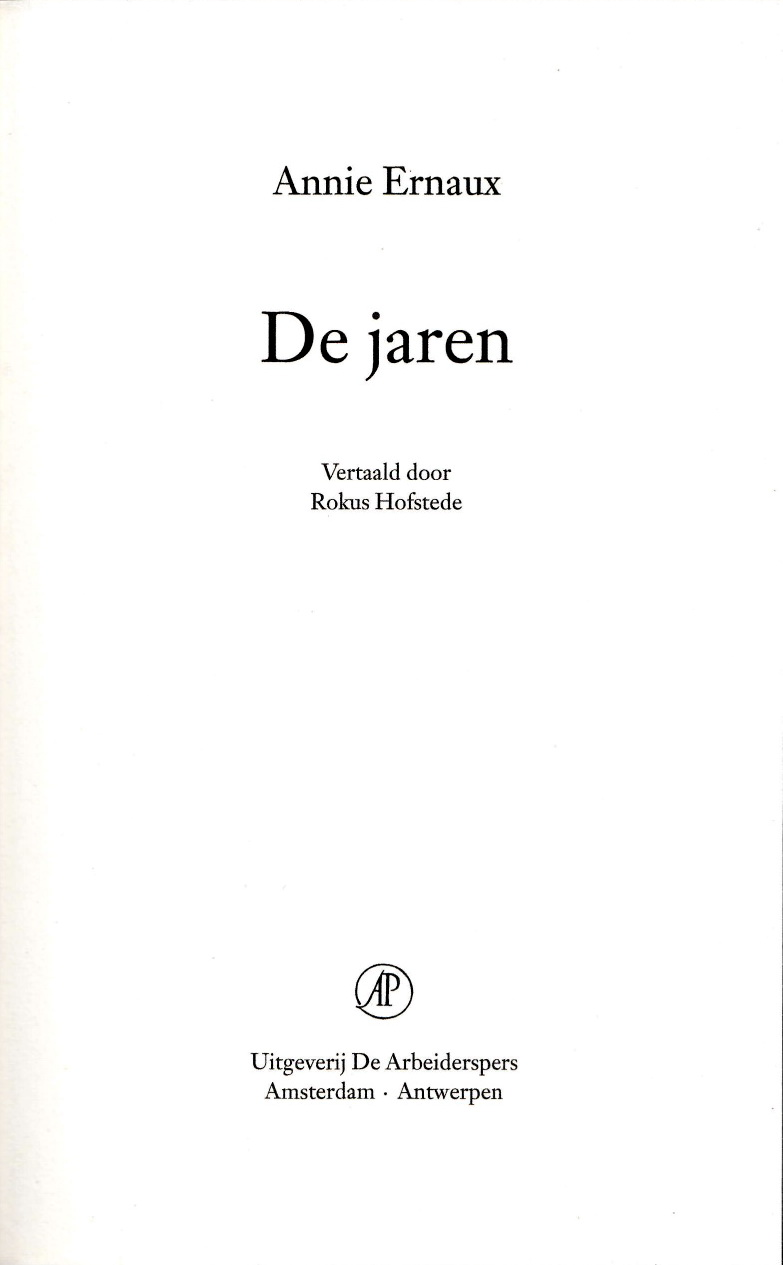
Titelpagina van de Nederlandse uitgave (2020)

Les Années is in tientallen talen vertaald. Hieronder een selectie.
- (fr)  Annie Ernaux: Les Années. Éditions Gallimard, Parijs (originele uitgave: 7 februari 2008)
- (zh)  Annie Ernaux & Wu Yuetian (vertaler): 悠悠岁月. Uitgeverij Volksliteratuur, Beijing (2010?)
- (it)  Annie Ernaux & Lorenzo Flabbi (vertaler): Gli anni. L'orma, Rome (17 mei 2015)
- (de)  Annie Ernaux & Sonja Finck (vertaler): Die Jahre. Suhrkamp Verlag, Berlijn (17 juli 2017)
- (en)  Annie Ernaux & Alison Strayer (vertaler): The Years (Amerikaanse editie). Seven Stories Press, New York (21 november 2017)
- (en)  Annie Ernaux & Alison Strayer (vertaler): The Years (Britse editie). Fitzcarraldo Editions, Londen (20 juni 2018)
- (pt)  Annie Ernaux & Marília Garcia (vertaler): Os anos. Braziliaanse editie: Três Estrelas, São Paulo (1 juni 2019)
- (es)  Annie Ernaux & Lydia Vázquez Jiménez (vertaler): Los años. Cabaret Voltaire, Madrid (11 september 2019)
- (pt)  Annie Ernaux & Maria Etelvina Santos (vertaler): Os anos. Portugese editie: Livros do Brasil, Carnaxide (20 februari 2020)
- (nl)  Annie Ernaux & Rokus Hofstede (vertaler): De jaren. De Arbeiderspers, Amsterdam/Antwerpen (6 november 2020)
- (tr)  Annie Ernaux & Siren İdemen (vertaler): Seneler. Can Yayınları, Istanbul (januari 2021)
- (ru)  Annie Ernaux & Alla Belyak (vertaler): Годы. Uitgeverij Eksmo, Moskou (2021)
- (ar)  Annie Ernaux & Mubarak Murabit (vertaler): السنوات. Uitgeverij Camel, Gizeh (28 september 2023)

### Ontvangst
- De Franstalige pers reageerde zeer positief op Les Années. Le Monde beschreef het als een "meesterlijke duik in de tijd en de herinneringen van een vrouw van ruim in de zestig" en behorend tot de "honderd romans die sinds 1944 het meeste enthousiasme hebben weten op te roepen." Le Figaro, vaak kritisch over Ennaux, noemde Les Années "haar mooiste boek". Het culturele weekblad Télérama sprak van een "groots en mooi boek, oogverblindend in zijn meesterschap".
- De Engelstalige kritieken waren eveneens lovend. The New York Times beschreef The Years als "een À la recherche du temps perdu van onze tijd van mediadominantie en consumentisme".[1] De Britse krant The Guardian noemde het een "meesterlijke memoires van het Franse leven".[9]
- De Nederlandstalige kritieken waren eveneens positief. De rencensenten van NRC Handelsblad, de Volkskrant en De Standaard (in Standaard der Letteren) gaven elk vijf sterren.[noot 3] NRC Handelsblad en De Groene Amsterdammer loofden tevens de vertaling door Rokus Hofstede.[10]

### Prijzen
- Les Années werd in Frankrijk bekroond met diverse literaire prijzen, waaronder de Prix Marguerite Duras, de Prix François Mauriac, de Prix de la langue française en de lezersprijs van de Bretonse krant Le Télégramme.
- Na het uitkomen van de Italiaanse vertaling ontving het boek in 2016 de Premio Strega Europeo.
- De Engelse vertaling door Alison L. Strayer won in 2019 de vertaalprijs van de French-American Foundation en stond op de shortlist van de International Booker Prize.
- De Nederlandse vertaling door Rokus Hofstede werd in 2021 genomineerd voor de Europese Literatuurprijs.

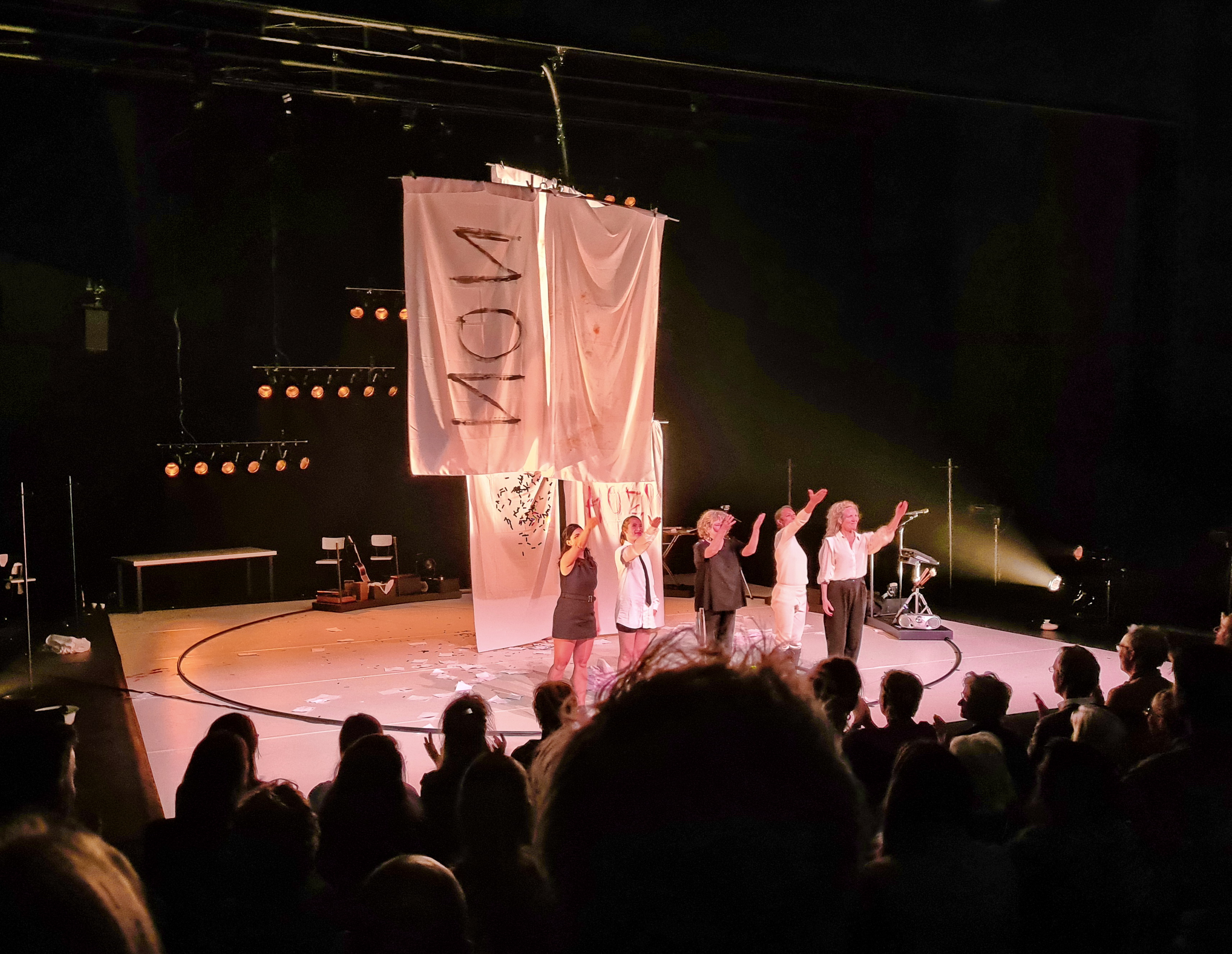
De jaren (toneelstuk, 2022), hier tijdens een reprise in de Rabozaal/ITA in 2024

## Adaptaties
- De Duitse regisseur Luise Voigt maakte in 2018 een hoorspelbewerking van Die Jahre met de stemmen van vier actrices. Het hoorspel werd onder andere uitgezonden op Hessischer Rundfunk, WDR en Radio SRF 2 Kultur (Zwitserland), en werd tevens uitgebracht op CD.
- De Noors-Nederlandse theatermaakster Eline Arbo maakte in 2022 een toneelversie met dezelfde titel voor Het Nationale Theater, in samenwerking met Internationaal Theater Amsterdam.[noot 4] In de voorstelling wordt 'Annie' gespeeld door vijf actrices van uiteenlopende leeftijden, Mariana Aparicio, Nettie Blanken, Janni Goslinga, Ilke Paddenburg en June Yanez, die afwisselend een levensfase van de hoofdpersoon verbeelden en tevens andere personages uit haar omgeving spelen. De voorstelling kreeg lovende recensies,[noot 5] werd geselecteerd voor het Nederlands Theater Festival 2023, en leverde actrice Mariana Aparicio de prestigieuze Theo d'Or op.[11]